# 上越市立城東中学校
上越市立城東中学校（じょうえつしりつじょうとうちゅうがっこう）は新潟県上越市本城町にある公立中学校。

## 概要
上越市立城南中学校と上越市立新道中学校の統合によって開校した公立中学校である。開校は1980年と周辺にある中学校の中では比較的新しい中学校である。
城東中学校は高田城址の東側に位置し、校名はこの事に由来する。近隣には外堀や内堀がある。高田城址公園が近いこともあり、毎年4月には通学路に桜が多く咲き誇る。
統合により一部通学区域が遠方となったため、保護者による送迎がなされている。
開校当初の生徒数は886名で、一時期教室が足りないためにプレハブ棟を建てて授業していたこともある。2019年の創立40周年式典の頃には生徒数が492名であり、開校当初と比較すると約400名程減っているが、市内の中学校の中では多い方である。

## 沿革
- 1978年（昭和53年）
  - 3月27日 - 上越市立城東中学校（仮称）を設置。
  - 10月23日 - 校名が「上越市立城東中学校」に正式決定。
- 1979年（昭和54年）10月 - 校章制定。
- 1980年（昭和55年）
  - 4月1日 - 上越市立城南中学校、上越市立新道中学校の2校が統合して開校。
  - 4月20日 - 体育館使用開始、創立記念日がこの日に決定される。
  - 7月26日 - 校歌制定、校旗樹立。
- 1983年（昭和58年）8月10日 - プール完成。
- 1986年（昭和61年）4月1日 - 生徒数が増加し教室が足りなくなったため、プレハブ校舎が使用される。
- 1991年（平成3年）5月25日 - 普通教室3室、資料室3室が増築され、プレハブ校舎が取り壊される。
- 1993年（平成5年）3月8日 - クラブハウスが完成。
- 2003年（平成15年） - 県教委中1ギャップ解消調査研究事業モデル校指定となる。

## 教育目標
- 豊かな心をもちたくましく実践する生徒
- 「人間関係・集団づくり」を基盤とした「知・徳・体」の充実

- 【知】 深く考える城東 【徳】 思いやる城東 【体】 やりとげる城東

## 通学区域
大手町小学校、富岡小学校及び稲田小学校の全通学区域、本町四丁目、本町五丁目、仲町四丁目、大町三丁目、大町四丁目、西城町一丁目、西城町二丁目、西城町三丁目、寺町二丁目、大貫、平山、四ケ所、門田新田、西市野口並びに戸野目古新田

### 進学前小学校
- 上越市立大手町小学校
- 上越市立富岡小学校
- 上越市立稲田小学校
- 上越市立大町小学校の一部地域
- 上越市立高田西小学校の一部地域
- 上越市立戸野目小学校の一部地域

## 出身者
- Hilcrhyme（日本のヒップホップユニット・第51回日本レコード大賞新人賞を受賞）

## 交通アクセス
- えちごトキめき鉄道 - 高田駅より徒歩25分（駅から直進し、高田城址の外堀が途絶えた地点で右折）
- 北陸自動車道「上越IC」で下車し国道18号線に入り、「四ヶ所IC」で下車、そこから高田城址方向に向かい約5分
- 頚城バス「総合技術高校前」もしくは「上越地域振興局庁舎入口」にて下車